# Sven Wernström
Sven Gunnar Wernström, född 3 april 1925 i Stockholm, död 6 september 2018 i Östra Husby, var en svensk författare. Han skrev bland annat ungdomsromanen De hemligas ö (1966) och romansviten Trälarna (1973–1981).

## Biografi

### Utbildning och karriär
Wernström växte upp i ett arbetarhem. Han arbetade som typograf, bland annat på Aftonbladet, till 1964 och verkade därefter som författare på heltid. År 1944 fick han ett stipendium från ett LO-förbund och utbildade sig under ett halvt år på Marieborgs folkhögskola, där han också skrev sina första böcker. Efter avslutad utbildning flyttade Wernström tillsammans med sin hustru Inga, som han träffat på Marieborg, till Stockholm där han återgick till typografyrket. Under 1950-talet kom Wernström att arbeta extra på en fritidsgård, ett arbete som ytterligare kom att inspirera honom som författare. Under 1960-talets andra hälft var han bland annat medarbetare i tidskriften Tidsignal. År 1970 flyttade Wernström till Vikbolandet där han sedan var bosatt fram till sin död. Han var från 1946 gift med bildkonstnären Inga Wernström, född Karlsson (1925–2013).

### Författarskap
Wernström hade ofta ett starkt vänsterpräglat politiskt budskap i sina böcker. Med Mexikanen (1963), där han beskrev klasskillnaderna och utplundringen av indianerna i det mexikanska samhället, och fortsättningen Befriaren (1965), började han skriva mer tydligt politiska ungdomsböcker. Även bokserien Trälarna (1973–1981), som följer lägre samhällsskick i Norrköping under 1 000 år, har en stark socialistisk prägel. Dessförinnan skrev han massmarknadsböcker, både pojkböcker och flickböcker, en del i samarbete med Stig Malmberg. Han skrev också djurböcker i serien Wahlströms djurböcker för ungdom. 

### Politisk verksamhet
Wernström hade alltid sin utgångspunkt i socialismen, även om hans politiska hemvist varierade genom åren. Han var socialdemokrat som ung, men lämnade partiet 1969 och uppgav 2011 att han var partilös, men var så sent som 1985 politiskt aktiv inom KPML(r)

### Ledamotskap och medlemskap
1989–1991 satt Wernström på stol nr 3 i Svenska barnboksakademin. Han var även medlem i Cittronilerna.